# Feldmarschalleutnant

Odznaka stopnia wojskowego feldmarschalleuntanta w armii austro-węgierskiej

Feldmarschalleutnant (FML), dawniej pisany Feldmarschall-Leutenant) – ranga generalska (lecz nie marszałkowska) w wojskach Świętego Cesarstwa, Cesarstwa austriackiego, Austro-Węgier, pierwszej Republiki Austriackiej (1918–1934) i Państwa Austriackiego (1934–1938). W armii węgierskiej jego odpowiednikiem jest stopień altábornagy, stosowany do dziś. 
W armiach innych państw odpowiednik to dwugwiazdkowy generał (generał porucznik, w Wojsku Polskim obecnie generał dywizji). 
W języku polskim nazwa feldmarschalleutnant jest niekiedy tłumaczona w sposób dosłowny, choć mylący, jako feldmarszałek-lejtnant, feldmarszałek-porucznik lub marszałek polny porucznik. Ze względu na podobieństwo nazwy z feldmarszałkiem te dwa pojęcia są często mylone i feldmarschalleuntantom niesłusznie przypisuje się rangę (feld-)marszałkowską.

## Zarys historyczny
Ranga feldmarschalleutnanta pojawiła się w Niemczech jednocześnie ze stopniem feldmarszałka na początku wojny trzydziestoletniej. Głównodowodzący, którym był cesarz, przydzielał feldmarszałkowi zastępcę – podfeldmarszałka, do którego obowiązków należało występowanie w imieniu marszałka, oprowiantowanie żołnierza, kontrolowanie dróg i straż itd. 
Od 1648 do 1705 ranga feldmarschalleutnanta (fältmarskalklöjtnant) istniała także w Szwecji – ostatnim jej posiadaczem był  Axel Julius De la Gardie, syn Jacoba Pontussona.
W wojskach Świętego Cesarstwa stopień istniał do 1806, w armii Austro-Węgier do 1918. Pierwszym habsburskim oficerem noszącym stopień feldmarschalleutnanta był Hieronim von Colloredo (1582–1638), a ostatnim mianowanym Wilhelm Bankowski von Frugnoni (1867–1932). Armia pierwszej Republiki Austriackiej miała trzynastu posiadaczy tego stopnia. 
Feldmarschalleutnant nie otrzymywał przy nominacji głównego atrybutu rangi marszałkowskiej – laski marszałkowskiej (której polską odmianą jest buława), ale miał prawo do tytułu ekscelencja. Wyższą rangą od feldmarschalleutnanta był w armii austro-węgierskiej generał odpowiedniego rodzaju broni: piechoty (General der Infanterie), kawalerii (General der Kavallerie) lub artylerii (Feldzeugmeister).